# D/1884 O1 Barnard
La cometa Barnard 1, formalmente D/1884 O1 (Barnard), è una cometa periodica appartenente alla famiglia delle comete gioviane; è stata la terza cometa scoperta da Edward Emerson Barnard. Il 23 luglio 1884 ha raggiunto la magnitudine 6,5, il suo nucleo la 11,5.
Attualmente questa cometa riveste lo status di cometa perduta in quanto non è più stata osservata dal 1884. Sono state calcolate parecchie effemeridi per ritrovarla ma finora senza successo; le più recenti indicavano come data del perielio il 20 settembre 2005, il 13 marzo 2015 e il 10 agosto 2016.